# 중복 부호
중복 부호 또는 중복 기호(〃)는 글에 쓰인 낱말이나 목록 따위의 항목이 바로 위의 것과 같은 내용임을 나타내는 기호이다.

## 이름
대한민국에서는 이 기호를 공식적으로는 문장 부호로 인정하지 않기 때문에 따로 정해진 이름은 없다. 다만 흔히 '중복 부호'나 '중복 기호', '상동 기호' 등으로 부른다.
여러 나라에서는 이 기호를 다음과 같이 부른다.
- 조선민주주의인민공화국에서는 이 기호를 문장 부호로 사용하며, '같음표'라고 부른다.[2] 대한민국에서 같음표라는 말은 등호의 뜻으로 쓰인다.[3]
- 미국 등의 영어권 나라에서는 '디토(ditto)' 또는 '디토 마크(ditto mark)'라고 부른다.[4]
- 일본에서는 '노노텐(ノノ点)'[5]이나 '구리카에시후고(繰り返し符号)'[6]로 부른다. '구리카에시후고'는 일본어에서 반복 부호를 뜻하기도 한다.

## 사용 예
- 글이나 문장에서 쓰는 경우

1월 모임 참가자는 철수와 영희와 바둑이였고,
2월  〃     〃      〃     〃   땡칠이였다.

(2월 모임 참가자는 철수와 영희와 땡칠이였다.)
- 목록이나 표에서 쓰는 경우

| 물건   | 값    | 개수 |
| ------ | ----- | ---- |
| 연필   | 200원 | 5개  |
| 지우개 | 300원 | 〃   |
| 공책   | 〃    | 2권  |
| 연습장 | 〃    | 〃   |

(연습장의 값은 300원이고 개수는 2권이다.)

## 문자 코드
| 〃의 문자 코드 |             |               |          |            |            |           |                 |                     |           |
| 기호           | 한국어 이름 | 유니코드 이름 | 유니코드 | EUC-KR코드 | 아스키코드 | 문자 참조 | 문자 참조(10진) | UTF-8 퍼센트 인코딩 | 설명      |
| 〃             | (없음)      | Ditto Mark    | U+3003   | A1A8       | (없음)     | &#x3003;  | &#12291;        | %E3%80%83           | 중복 부호 |

## 같이 보기
- 반복 부호